# Евгеньева-Иванова, Тамара Яковлевна
Тамара Яковлевна Евгеньева-Иванова (25 декабря 1924, Венец, Нижегородская губерния, Российская империя — 5 августа 1973, Москва, РСФСР, СССР) — советская актриса театра и кино.

## Биография
Родилась 25 декабря 1924 года в селе Венец Нижегородской области в семье отца, который работал инженером-путейцем и проводил испытания, а также матери, которая являлась домашней хозяйкой и занималась воспитанием двоих детей. После того, как мать с отцом разошлись, мать переехала с детьми в Ленинград на Петроградскую сторону.
Училась в ленинградской средней школе, которую окончила в 1940 году, после чего поступила на актёрский факультет Ленинградского государственного театрального института. Учёбу прервала Великая Отечественная война, но Тамара Яковлевна осталась в Ленинграде и пережила блокаду Ленинграда по причине больных родственников, матери и брата. Работала в тяжёлые годы разнорабочей и с возвращением в 1944 году института в Ленинград, который был эвакуирован, вернулась в него и продолжила учёбу на курсе Л. Ф. Макарьева. В 1948 году получила диплом профессиональной актрисы.
В 1950 году Тамара Яковлевна была принята во вспомогательный состав Нового театра (Театр имени Ленсовета), в котором пребывала на положении характерной актрисы, исполнявшей роли второго плана. В 1953 году после трёх сезонов, уволилась по собственному желанию. В середине 1950-х годов началась её кинематографическая карьера.
Во второй половине 1950-х годов переехала в город Жуковский Московской области, затем в Москву, где встала на актёрский учёт «Мосфильма». В 1960 годы устроилась на разовые выходы в Малый театр.
Скончалась 5 августа 1973 года в Москве. Похоронена на Головинском кладбище.

## Оценочные мнения
- С приходом кино, её стали приглашать на эпизодические роли, которые по мнению киноведа Алексея Тремасова получались у Тамары Яковлевны невероятно эффектными. Также киновед подметил, что интересная индивидуальность актрисы подходила под образы эксцентричных героинь, которых она и воплощала на экране[1].

## Фильмография
- 1955 — Счастливая юность — кассирша в музыкальном магазине
- 1955 — Вольница — гувернантка
- 1956 — Безумный день — секретарь-машинистка
- 1957 — Летят журавли — гостья на вечеринке
- 1957 — Семья Ульяновых — квартирная хозяйка
- 1957 — Улица полна неожиданностей — Мария Михайловна, жена Смирнова-Алянского
- 1960—1961 — Воскресение — славянофилка
- 1961 — Взрослые дети — перепуганная соседка
- 1961 — Суд сумашедших — участие
- 1964 — Три сестры — жена Вершинина
- 1967 — Осенние свадьбы — жена председателя колхоза
- 1971 — Вчера, сегодня и всегда — хозяйка собачки